# Даниел Гансер
Даниел Гансер (Лугано, 29. август 1972) швајцарски је историчар и аутор. Постао је познат по дисертацији НАТО тајна војска у Европи. Његови критички ставови о темама попут 11. септембра 2001, донели су му веома поларизован пријем.

## Биографија
Рођен је 1972. године као син пастора Готфрид Гансера (1922–2014) и његове супруге Жанет. Дванаест година студирао је у валдорфској школи, где се изводила обука из антропозофске педагогије Рудолф Штајнер, у Базелу а затим се пребацио у гимназију Леонард до његове матуре 1992. године. Након гимназије одслужио је војни рок. Затим је проучавао древну и модерну историју, филозофију и енглески језик са фокусом на међународне односе на Универзитету у Базелу и Универзитет у Амстердаму у Лондонској школи за економију и политичке науке (ЛСЕ). Након лиценцирања на Филозофском факултету Универзитета у Базелу (1998), истраживао је тамо и на ЛСЕ. Јуси Ханимаки је пратио његов пројекат. 2000/2001. Докторирао је из филозофије код Георга Круга на Базелском историјском семинару са дисертацијом Операција Гладио у западној Европи и Сједињеним Државама
Од 2001. до 2003. Гансер је био одговоран за међународне односе и анализу политике у тхинк танк-у Авенир Суисе са седиштем у Цириху. Водио је кампању Авенир Суисе за популарну иницијативу да се Швајцарска придружи УН-у. 2003. био је члан Саветодавног одбора Савезног одељења спољних послова за цивилну изградњу мира и људска права. Од 2003. до 2006. био је виши истраживач у Истраживачком центру за сигурносне студије (ЦСС) при ЕТХ Цирих. 2006. Гансер и други научници основали су швајцарску подружницу Британске асоцијације за проучавање врха нафте и гаса ( АСПО ), чији је члан био до 2012. године. Швајцарска подружница АСПО је распуштен крајем 2018. године. Од 2007. до 2010. био је истраживач и предавач на историјском семинару Универзитета у Базелу, где је био укључен у пројекат „Пеак Оил“. Његова главна истраживачка подручја била су „Међународна савремена историја од 1945. године“, „Прикривени рат и геостратегија“, „Тајне службе и специјалне снаге“, „Врхунски ратови нафте и ресурса“ и „Пословна и људска права“.
Основао је 2011. године у Базелу СИПЕР независни институт. „Швајцарски институт за истраживање мира и енергије“, који се бави питањима државног тероризма и обновљивих извора енергије. СИПЕР испитује међународну политику од 1945. године из геостратешке перспективе са фокусом на теме мира, рата, терора, медија и енергије. СИПЕР је мали институт, запослених је само четверо. Даниел Гансер држи предавања и пише књиге. Алехсандар Робаул креира графику и одржава веб страницу. Даниел Абишер је одговоран за књиговодство. Ханс Шварц је саветник у вези са стратегијом. СИПЕР има два производа: јавна предавања и књиге.
Од 2012. до 2017. Гансер је био „Предавач за рефлективне вештине“ на институту на Универзитету у Санкт Галену и предавао је тамо курсеве са Ролф Вустенхагеном о историји и будућности енергетских система. Неколико швајцарских научника 2017. године критиковало је Гансеров наставнички програм због његових теза у вези 11. септембра 2001 као штетне по углед тог института; други су га бранили. Главни Према одговорном професор Каспар Хирш, Универзитет Ст. Галлен отказао је Гансеров наставни програм за 2018. годину због реформе релевантног курса.
Мејнстрим медији сматрају га теоретичарем завере. Немачки политиколог Маркус Линден: Гансер је гајио антиамериканизам у име мировних студија, а истовремено је једнострано предложио позитиван став према Русији. У вези са овим активностима, Курт Спеарман, почасни професор безбедносне политике у Цириху (ЕТХ Шкотска), класификује Гансера као „заводника и профитера“.
Доктор Гансер истражује питања енергије, рата и мира из геостратешке перспективе и на својој званичној веб страници (само на немачком и енглеском језику) наводи да су хиљаде људи данас посвећене миру у свету и заинтересоване за обновљиву енергију. Верује да може да помогне научницима да превазиђу неке од лажи и бруталности које и данас утичу на наш свет. Његови фокуси фокусирани су на теме попут међународне историје од 1945. године, геостратегије прикривеног ратовања са савременим обавештајним и специјалним снагама, као и ратови око нафтних ресурса. Даниеле Гансер посвећен је међународној међуакадемској анализи, са стручњацима за тренутну глобализацији.
Гансер себе описује као истраживача мира. Тако га назива и социолог Андреас Антон. У априлу 2016. године, удружење Менса у Немачкој доделило је Гансеру награду IQ-Цена. 2015 у категорији „Интелигентан пренос знања“. Он је уредништво портала Рубикон. Гансер има ћерку и сина. Живи са породицом у близини Базела.

## Књиге
Даниеле Гансер, аутор, историчар, и публициста, фокус истраживања: Међународна савремена историја од 1945, Тајно ратовање и тајне службе, Амерички империјализам и геостратегија, Енергетска транзиција и ратови ресурса, Глобализација и људска права.
- 2005 - „НАТО тајне војске“ NATO's Secret Armies Операција Гладио
- 2008 - „НАТО тајне војске у Европи“ -.  978-3-280-06106-0.[17]
- 2012 - „Европа у нафтном лудилу“ -.  978-3-280-05474-1.[18]
- 2016 - „Илегални ратови“ -.  978-3-280-05631-8.[19]
- 2020 - „Бескрупулозна светска сила“ -.  9783280057087.[20]